# Dejavu
Pour les articles homonymes, voir Déjà vu (homonymie).
 (avril 2025).
Albums de Kumi Kōda
Universe
(2010) Japonesque
(2012)
Singles
1. Gossip Candy
Sortie : 7 juillet 2010
2. Suki de, Suki de, Suki de. / Anata Dake ga
Sortie : 22 septembre 2010
3. Pop Diva
Sortie : 2 février 2011

Dejavu est le 9ealbum de Kumi Kōda, sorti sous le label Rhythm Zone le 2 mars 2011 au Japon. Il arrive 1er à l'Oricon et se vend à 138 005 exemplaires la première semaine, il reste classé 12 semaines pour un total de 204 227 exemplaires vendus.
Il sort en trois formats : "CD", "CD+DVD", et "CD+2DVD" (contient le concert Dream music park).

## Liste des titres

### Disc1: CD
| No  | Titre                                              | Paroles                                                               | Musique                                                               | Arrangement                  | Durée |
| --- | -------------------------------------------------- | --------------------------------------------------------------------- | --------------------------------------------------------------------- | ---------------------------- | ----- |
| 1.  | Prologue to Dejavu                                 | Kumi Kōda                                                             | lil'showy                                                             |                              | 1:13  |
| 2.  | Pop Diva (Album version)                           | lil'showy                                                             | lil'showy                                                             |                              | 3:30  |
| 3.  | Lollipop                                           | Kumi Kōda, Ian Curnow, Jane Vaughan, Julie Morrison                   | Kumi Kōda, Ian Curnow, Jane Vaughan, Julie Morrison                   |                              | 3:21  |
| 4.  | Okay                                               | Kumi Kōda, HIRO                                                       | HIRO                                                                  |                              | 4:04  |
| 5.  | Aitakute (逢いたくて)                              | Kumi Kōda, Noritaka Izumi                                             | Noritaka Izumi                                                        |                              | 4:32  |
| 6.  | Passing By feat. B. HOWARD                         | Kumi Kōda, B. HOWARD, J. Forster, T. Wilds                            | B. HOWARD                                                             |                              | 4:46  |
| 7.  | At The Week End                                    | Kumi Kōda, Nathan Duvall, Hiten Bharadia, Allan Eshuijs               | Kumi Kōda, Nathan Duvall, Hiten Bharadia, Allan Eshuijs               |                              | 3:11  |
| 8.  | Interlude to Dejavu                                | Kumi Kōda, lil'showy                                                  | lil'showy                                                             |                              | 0:58  |
| 9.  | Melting                                            | Kumi Kōda                                                             | Daisuke Mori                                                          | Yūsuke Tanaka, Takashi Kondo | 4:23  |
| 10. | Hey baby!                                          | Kumi Kōda                                                             | Shinjirō Inoue                                                        | Nao Tanaka                   | 2:35  |
| 11. | Choi Tashi Life (ちょい足しLife)                   | Kumi Kōda                                                             | Hideya Nakazaki                                                       | Yoshimasa Kawabata           | 3:45  |
| 12. | Anata Dake ga (あなただけが)                       | Kumi Kōda                                                             | Markie, Sizk                                                          | Sizk                         | 5:12  |
| 13. | Suki de, Suki de, Suki de. (好きで､好きで､好きで｡) | Kumi Kōda                                                             | Katsuhiko Sugiyama                                                    | Shinjirō Inoue               | 5:01  |
| 14. | Bambi                                              | Kumi Kōda, Miriam Nervo, Olivia Nervo, Anders Bagge, Andreas Carlsson | Kumi Kōda, Miriam Nervo, Olivia Nervo, Anders Bagge, Andreas Carlsson |                              | 3:04  |
| 15. | I Don't Love You !??                               | Kumi Kōda                                                             | FAST LANE                                                             |                              | 3:32  |

### Disc2: DVD
| 1. | Pop Diva (Album Ver.)                              |  |  |
| 2. | Lollipop                                           |  |  |
| 3. | Megumi no Hito (め组のひと)                        |  |  |
| 4. | Be My Baby                                         |  |  |
| 5. | Bambi                                              |  |  |
| 6. | Passing By                                         |  |  |
| 7. | Suki de, Suki de, Suki de. (好きで､好きで､好きで｡) |  |  |
| 8. | Anata Dake ga (あなただけが)                       |  |  |
| 9. | Walk ~to the future~                               |  |  |

| 1.  | Outside Fishbowl            |  |
| 2.  | Lady Go!                    |  |
| 3.  | Butterfly                   |  |
| 4.  | Driving                     |  |
| 5.  | real Emotion                |  |
| 6.  | Hot Stuff feat. Blistah     |  |
| 7.  | Lollipop                    |  |
| 8.  | Dance Part                  |  |
| 9.  | Run For Your Life           |  |
| 10. | But                         |  |
| 11. | With your smile             |  |
| 12. | Lick me♥                    |  |
| 13. | Superstar                   |  |
| 14. | Koi no Tsubomi (恋のつぼみ) |  |
| 15. | Stay                        |  |

### Disc3: DVD
| 16. | Ai no Kotoba (愛のことば)                                                                      |  |
| 17. | Someday                                                                                        |  |
| 18. | You're So Beautiful                                                                            |  |
| 19. | I'll be there                                                                                  |  |
| 20. | Once Again                                                                                     |  |
| 21. | Dance Part                                                                                     |  |
| 22. | Moon Crying                                                                                    |  |
| 23. | Ai no Uta (愛のうた)                                                                           |  |
| 24. | Got To Be Real                                                                                 |  |
| 25. | Dance Part                                                                                     |  |
| 26. | Ecstasy remix                                                                                  |  |
| 27. | Universe                                                                                       |  |
| 28. | No Way                                                                                         |  |
| 29. | You                                                                                            |  |
| 30. | Can We Go Back                                                                                 |  |
| 31. | Freaky                                                                                         |  |
| 32. | Work It Out!                                                                                   |  |
| 33. | Hashire! (走れ!)                                                                               |  |
| 34. | Girls                                                                                          |  |
| 35. | Single Medley (Shake It Up~Cherry Girl~D.D.D.~It's all Love!~Wind remix~Come With Me) (Encore) |  |
| 36. | Cutie Honey (キューティーハニー) (Encore)                                                      |  |
| 37. | Comes Up (Encore)                                                                              |  |
| 38. | Walk (Encore)                                                                                  |  |